# Géopolitique de la mer des Caraïbes
 (février 2013).
Si vous disposez d'ouvrages ou d'articles de référence ou si vous connaissez des sites web de qualité traitant du thème abordé ici, merci de compléter l'article en donnant les références utiles à sa vérifiabilité et en les liant à la section « Notes et références ».
Le bassin des Caraïbes est constitué de la mer des Caraïbes ainsi que du golfe du Mexique. Cet article ne concerne que la mer des Caraïbes. Dans cette enclave occidentale de l'Atlantique Nord, les revendications frontalières maritimes sont multiples. Elles sont autant liées à l'introduction de notions récentes du droit de la mer telles que sont la Mer territoriale, la Zone Économique Exclusive, le Plateau  Continental qu'à l'architecture géographique de la région composée de nombreux archipels, îles et îlots aux statuts politiques divers.
On peut découper cet espace géographique de 220 000 km2 en deux zones principales : les Petites Antilles à l'est, et les Grandes Antilles constituées des îles aux superficies les plus importantes au centre et à l'ouest (Cuba, République Dominicaine,Haiti, Jamaïque etc.).
Cet espace ne compte pas parmi les plus importants pour ce qui est des ressources.

## Importance historique
La mer des Caraïbes a toujours été d’une grande importance pour les États-Unis, et leurs forces armées y sont très présentes. Il y a de nombreuses bases navales et aériennes américaines dans ces eaux, ce qui en fait une région stratégique. Les États-Unis utilisent la mer des Caraïbes pour leurs déplacements et leurs débarquements car son emplacement en fait la mer idéale pour ceux-ci. Il existe quatre passages entre la mer des Caraïbes et l’océan Atlantiques et les États-Unis ont un accès à trois d’entre eux. Le premier est le détroit de Floride. Il est essentiel pour le commerce des États-Unis et il est sous haute surveillance. Le deuxième est le Windward Canal (ou passage du Vent), qui sépare Cuba d'Hispaniola et est contrôlé par une base américaine installée  sur l’île de Cuba. Le dernier passage est celui de Mona, qui est située près de Porto-Rico, une possession américaine. Les États-Unis sont donc aussi très présents sur ce passage.
La mer des Caraïbes a été une région d’une importance stratégique lors de la guerre froide, qui a été un affrontement maritime. Elle se trouve très près des États-Unis, l’une des deux puissances qui participait à la guerre froide. Lorsque Fidel Castro est arrivé au pouvoir en 1959 à Cuba, les mesures qu’il a mises en place n’ont pas plu aux Américains. Les relations entre ces deux pays se sont dégradées rapidement et Cuba s’est allié avec l’Union soviétique. Les États-Unis ont perçu cette nouvelle alliance comme une attaque. Ils craignaient pour leur sécurité, entre autres parce que deux de leurs îles sont situées dans la mer des caraïbes, soit Porto-Rico et les Îles vierges américaines.
La mer des Caraïbes a été le terrain pour le déplacement des troupes et du matériel militaire de même que pour le débarquement de la baie des Cochons, qui avait pour but de renverser le gouvernement de Castro, en 1961. La mer des Caraïbes a été importante lors d’un autre conflit, la crise de Grenade, un pays à proximité des États-Unis. Le pays entretenait des fortes relations avec des pays communistes, comme Cuba, ce qui a inquiété le gouvernement américain. Il craignait que la sécurité des Américains qui résidaient à Grenade soit compromise. C’est en 1983 que les troupes américaines arrivent sur l’île avec pour but de renverser le régime communiste. Ce débarquement s’est fait par voies aérienne et marine, la mer des Caraïbes a donc été au cœur des opérations.

## Appropriation de l'espace maritime[8]
Par sa superficie et le nombre important de pays riverains, la mer des Caraïbes est au centre de nombreuses revendications territoriales. De ce fait, de nombreux accords se sont conclus entre ces pays depuis 1976.
Ces accords peuvent être répertoriés selon 3 périodes. Jusqu'à 1981, une quinzaine d'accords sont passés concernant principalement les petites Antilles et les eaux territoriales des pays côtiers du Sud.
De 1986 à 1996, les arrangements conclus délimitent principalement les eaux des îles appartenant aux pays européens. Enfin, depuis 2000, les quelques accords signés concernent les pays du golfe du Honduras.
La majeure partie de l'espace maritime des Petites Antilles appartient au Vénézuela, à la Colombie et à la Jamaïque. Les petites îles, notamment les régions et territoires ultramarins européens (français, anglais et néerlandais) disposent de zones maritimes environ égales. Les États-Unis sont peu présents mais possèdent quand même quelques petits îlots. Les pays des Grandes Antilles, hormis le Belize et le Guatemala légèrement en marge, ont chacun le contrôle sur des portions assez équitables.

### Conflits principaux
Cette zone a aussi été soumise à de nombreux conflits concernant l'appropriation de l'espace maritime. Les principaux sont ici détaillés.

#### Belize-Guatemala[9]
En 1981, le Royaume-Uni et le Guatemala ont signé un mémorandum soulignant les préoccupations du Guatemala qui ne dispose que d'une façade limitée sur la mer des Caraïbes. La même année, le Belize obtient son indépendance du Royaume-Uni. Désormais, si le Belize et le Honduras appliquent la règle des 12 milles nautiques pour ses eaux territoriales, le Guatemala ne peut plus accéder à la haute mer sans traverser les eaux territoriales de ses deux voisins. Dans les années 1990, le Guatemala réclame donc des îles au large du golfe du Honduras, mais cette requête est refusée. Il refuse en 2002 la création d'un couloir maritime le reliant aux eaux caribéennes, revendiquant des territoires côtiers de ses voisins, notamment du Belize.

#### Venezuela-Colombie[10]
Durant les années 1980, la Colombie revendique des eaux du golfe du Venezuela, revendiquant le rôle de la péninsule de Guajira. Ce lieu est stratégique car il représente le débouché naturel du lac de Maracaïbo, réserve considérable de pétrole au Venezuela. Cependant, le Venezuela a revendiqué l’importance des îles Los Monjes, l’accord proposé a donc été refusé par le Venezuela.

#### La polémique de l'île de Aves[11]
Le Venezuela est aussi au centre d’une polémique concernant ses eaux dans les Petites Antilles, car il possède une grande superficie grâce à l’île de Aves. La contestation des pays voisins (Grenade, Barbade, Antigua-et-Barbuda, et la Dominique) repose sur le statut même de l’île : en effet cette île est en fait un rocher d’une taille comparable à celle d’un terrain de football et de plus inhabité. Ces pays estiment donc que cette « île » ne devrait pas permettre d’attribuer des eaux au Venezuela. L’affaire est encore en cours.

#### Honduras-Nicaragua[12]
Jusqu’en 2007, un désaccord persistait entre le Nicaragua et le Honduras à propos d’îles (situées au large de la frontière entre les deux pays) permettant au pays qui les possède de voir s’accroître ses eaux territoriales. Ce différend fut réglé par la Cour internationale de justice le 8 octobre 2007, accordant les îles contestées au Nicaragua.

#### Nicaragua-Colombie[13]
En 1972, les eaux nicaraguayennes ont été délimitées par le traité Washington/Bogotá, alors que le pays était occupé par les armées américaines. L'État nicaraguayen ne considère donc pas ce traité valable et revendique depuis 2007 de nouveaux espaces maritimes. La Cour internationale chargée des conflits maritimes n'a toujours pas donné de réponse.

## Ressources et exploitation
La mer des Caraïbes est un espace maritime relativement pauvre en ressources naturelles, qu’il s’agisse des ressources « off-shore » ou des ressources halieutiques

### Gaz naturel
Les gisements de gaz sont rares dans la mer des Caraïbes, les principaux se situent à cheval sur les eaux du Venezuela et de Trinité-et-Tobago.
Le Venezuela est classé 8e mondial pour les ressources mondiales prouvées mais l’exploitation est faible, le gouvernement préfère mettre l’accent sur le pétrole. Il essaye cependant de relancer cette filière en appelant à des investissements étrangers, il existe également un projet de gazoduc visant à alimenter l’Amérique du Sud.
Les réserves de Trinité-et-Tobago sont relativement faibles (32e mondial pour les ressources prouvées), mais le gaz représente une partie très importante de l’activité nationale (11e exportateur mondial de gaz). Il connait un développement important, représente 86 % des exportations du pays qui est dans le même temps devenu le premier fournisseur en gaz naturel des États-Unis. Le pays est le 20e producteur mondial, mais il est le leader de la mer des Caraïbes.
Cuba possède également quelques réserves mais se contente de produire pour être autosuffisant, et la Colombie n’y porte qu’un faible intérêt (41e producteur mondial)

### Pétrole
Les réserves naturelles en pétrole sont également faibles, le principal gisement se situe dans un lac intérieur du Venezuela (le lac Maracaibo) relié naturellement à la mer des Caraïbes.
Le Venezuela possède 6,6 % des réserves mondiales, ce qui le place à la seconde place mondiale pour les réserves prouvées. Il n’est cependant que le 12e producteur mondial. Il est le principal fournisseur des États-Unis.
Trinité-et-Tobago exploite également les quelques réserves qu’il possède, mais à une échelle bien moindre que le gaz. Il est le 40e producteur mondial, et a récemment présenté son projet « Greater Angostura Field » sur la façade atlantique, qui pourrait produire quelque 100 000 barils par jour.
La Colombie est également un « petit producteur » de la zone, le pays est le 25e producteur mondial.
Enfin, Cuba est aussi un producteur en quantités relativement faibles (60e producteur mondial) mais il existe des possibles ouvertures à l’off-shore (la production est actuellement exclusivement terrestre), qui pourrait produire 76 000 barils par jour. Cependant, le gouvernement cubain a préféré conclure un accord avec le Venezuela : ce dernier lui fournit du pétrole à bas prix en échange de médecins cubains qui viennent sur le territoire vénézuélien pour aider la population locale.

### Réserves halieutiques
Le poisson est rare dans la mer des Caraïbes et la pêche est une activité relativement inintéressante économiquement, et de plus sur le déclin. La zone Atlantique-Centre-Ouest (qui englobe la mer des Caraïbes et le golfe du Mexique) représente 1 300 000 tonnes de prises par an, soit 1,5 % de la pêche mondiale. Le principal pays exploitant de la zone demeure le Venezuela, mais il connaît une chute importante de l’activité ces dernières années (2002 : 500 000 tonnes ; 2009 : 275 000 tonnes).
Il semble tout de même que le sol de la mer des Caraïbes lui promette un avenir meilleur, en effet celui-ci s’est révélé être riche en nodules polymétalliques. Actuellement, le coût d’exploitation rend celle-ci impossible.

## La circulation maritime

### Circulation
La zone étant essentiellement constituée d'îles et d'archipels, la circulation maritime est logiquement importante. Pourtant, la mer des Caraïbes reste un nœud secondaire des grandes routes maritimes reliant les pôles de la triade, même si sa proximité avec les axes maritimes américains lui confère une fréquentation importante. Mais son véritable rôle de carrefour commercial est lié à l'acheminement vers l'Amérique du Nord du pétrole en provenance du Moyen-Orient, d'Afrique de l'Ouest et du Venezuela. Enfin, les États-Unis obtiennent, par les routes Caraïbes, une part déterminante de leur approvisionnement en fer, bauxite et aluminium. Les ports du Texas (Houston et Corpus Christi) et de Floride (Miami) sont les destinations principales de ces trafics. L'utilisation du canal de Panama, qui assure une part non négligeable du trafic du commerce des États-Unis entre les côtes Pacifique et Atlantique, ainsi que le canal du Yucatán, le canal du Vent, le canal de la Mona, le canal de la Grenade et le détroit de Floride sont des points stratégiques de l'organisation spatiale des routes maritimes.
L'intérêt stratégique de ce bassin est bien démontré par l'importance de la présence militaire américaine dans la zone, bien que revue à la baisse depuis la fin de la Guerre froide. La nature de cette présence a évidemment évolué, passant du domaine purement militaire à celui de la sécurité, notamment concernant le trafic de stupéfiants, très important dans le secteur caribéen.

### Le canal de Panama
Zone neutre internationale, le canal de Panama fut géré de sa création en 1917 jusqu'en 1977 par les États-Unis, avant de passer sous contrôle de l'État panaméen, tout en gardant son statut international.
Très utilisé militairement durant la guerre du Viêt Nam, il est aujourd'hui à vocation économique. En effet, c'est par lui que transite 69 % du commerce entre la côte est et la côte ouest des États-Unis. La Chine est son 2e utilisateur : 57 % des porte-conteneurs qui passent à Panama sont chinois.
En 2008, 14 700 navires ont traversé le canal.
La part du pétrole dans le trafic du canal est faible (environ 4 %) mais devrait augmenter car le Venezuela veut vendre son pétrole à la Chine (soit un commerce d'environ 1 million de barils par jour) et l'Équateur souhaite exporter vers le golfe du Mexique.
Le canal détermine les principaux axes maritimes de la mer des Caraïbes. Cependant, il est de moins en moins adapté au commerce mondial. Ainsi, en 2007 est né un projet d'élargissement se chiffrant à plus de 4 milliards d'euros car 97 % des porte-conteneurs ne peuvent emprunter cet itinéraire en raison de leur taille.
Les enjeux liés à la gestion du canal sont énormes :
- premièrement, les pays asiatiques préfèrent s'approvisionner au Moyen-Orient : les coûts de transport sont moins importants que vers les Amériques, mais si le canal de Panama s'élargit, l'approvisionnement depuis l'Amérique deviendrait plus rentable car les porte-conteneurs pourraient utiliser le canal, et s'approvisionner au Moyen-Orient deviendrait alors plus cher (l'Asie consomme 42 % du GPL consommé dans le monde) ;
- deuxièmement, le canal pourrait aussi devenir un nœud de communication entre les pôles de la triade car il constituerait une voie rapide entre la côte ouest américaine et le Japon, et pourrait même s'avérer raccourcir le trajet de l'Europe vers ce même archipel.

Le Nicaragua projette de construire un canal : De nombreux projets ont été élaborés, le dernier date de 2006. Le problème principal est que d'éventuels travaux supposeraient de percer l'isthme de Rivas et l'aménagement du rio San Juan qui n'est pas navigable pour les gros navires, et qui est parcouru par de nombreux rapides).

### Circulation illégale
Les ressources halieutiques étant plutôt faibles, la pêche clandestine constitue un problème mineur dans la zone. Les deux problèmes essentiels sont les migrations clandestines vers les États-Unis, et surtout le trafic de stupéfiants (principalement la cocaïne). La mer des Caraïbes est le centre du transit de drogues des lieux de production sud-américains jusqu'aux lieux de consommation en Amérique du Nord et en Europe. Les narcothérapies étant très présentes dans les petites Antilles, les pays européens sont engagés dans la lutte contre le trafic, notamment la France grâce à son antenne Caraïbe de l'Office Central Répression des Trafics Illicites de Stupéfiants (OCERTIS) basé en Martinique, lançant des opérations aéro-maritimes plus de 150 jours par an.
Les garde-côtes des pays insulaires ne participent pas à la lutte hors des 12 miles d'eaux possédés par leur pays. D'autres sont légèrement actifs (République Dominicaine, Cuba, Jamaïque), mais le seul pays riverain de la mer des Caraïbes réellement impliqué dans cette lutte est la Colombie, avec une aide visible du Venezuela. La présence des États-Unis est elle aussi très importante.
Le problème de la piraterie touche principalement les pays concernés par les drogues et les trafics (Venezuela, Haïti, Colombie etc.).